# Eremochelis bechteli
Espèce
Eremochelis bechteli est une espèce de solifuges de la famille des Eremobatidae.

## Distribution
Cette espèce est endémique du Nevada aux États-Unis,. Elle se rencontre dans le comté de Mineral.

## Description
La femelle holotype mesure 18,0 mm.

## Étymologie
Cette espèce est nommée en l'honneur de Robert Christy Bechtel.

## Publication originale
- Muma, 1989 : New species and records of Solpugida (Arachnida) from the United States. Douglas Print Shop, p. 1-56 (texte intégral).